# المقاتل النبيل
فرتوا فايتر (باليابانية: バーチャファイター، بالروماجي: Bācha Faitā) (بالإنجليزية: Virtua fighter) وفي الدبلجة العربية اسمه المقاتل النبيل هو مسلسل أنيمي مكون من 35 حلقة مُستوحى من اللعبة القتالية التي تحمل نفس الاسم فيرتشوا فايتر،.

## القصة
أكيرا يوكي مقاتلٌ منذ صغره، تدرّب على أسلوب الهاكايوكن من قبل جده كما علمه جده أن القتال فنّ نبيل يُستخدم لحماية الآخرين لا لإيذائهم، كان أكيرا يرى نجومًا في وضح النهار لكنه عندما كبر أصبح يفوز بالبطولات دون التفكير في السبب الرئيسي وراء الفوز وأصبح لا يرى تلك النجوم الآن لذلك يبدأ رحلته للبحث عن تلك النجوم، يلتقي پاي وجاكي وسارة (ساندي في الدبلجة العربية) والكثير من الأصدقاء في الرحلة.
پاي فتاة تدربت على القتال منذ الصغر على يد والدها لاو چان، لكنها أصبحت تكرهه لاعتقادها انه لم يساعد أمها التي كانت تحتضر، وعندما كبرت أدركت أن الكوينكان (قبضة النمر) (الجماعة التي أسسها والدها) ما هي إلا عصابة تقوم بأفعال شريرة، فحاولت الهرب وهي مطاردة من قبل زعيم الكوينكان رايو الذي يريد أن يتزوجها ليصبح وريثًا وزعيمًا للكوينكان بعد لاو، يساعدها أكيرا وتقرر السفر معه.
جاكي متسابق سيارات يبحث عن كفيل يساعده في شراء سيارة سباق جديدة، يتلقى دعوة لحضور افتتاح مطعم مع أخته سارة (ساندي) فيذهب مقابل مبلغ من المال، يتعرف أكيرا وپاي في ذلك المكان ومن ثم تشاء الظروف أن يسافرو معًا، وكلما قال له أكيرا كلمة (يا صديقي) يقول له لست صديقك! لكنهما سرعان ما يصبحان من أعز الأصدقاء.
ليون ابن عائلة ثرية وراقيه جدا، يحاول دومًا الهرب من والده الذي يجبره على الدراسة، وكلما هرب ليون أرسل والده فرقة خاصة للبحث عنه، يلتقي بأكيرا ويعجب بطريقة قتاله، ويصر على مرافقته بعد أن يعلم أن شركة والده لها يد فيما تفعله المنطمة من أفعال شريرة.
كاگي‌مارو نينجا محترف، تستأجره إيڤا لاختطاف ساندي، ويقوم فعلًا باختطافها وتسليمها إلى إيڤا ثم يندم على فعلته فيحاول مساعدتها كونه المسؤول عما حدث لها، تتركز الأحداث حوله عندما تحرق القرية التي يرأسها من قبل اخيه ‌اوني مارو ويختطف من قبل أوني‌مارو أيضًا.

## الشخصيات
| الشخصية | أسلوب القتال | الأصوات اليابانية | الدبلجة العربية | الدبلجة العربية   |
| الشخصية | أسلوب القتال | الأصوات اليابانية | اسم الدبلجة     | صوت الدبلجة       |
| --- | ------------ | ----------------- | --------------- | ----------------- |
| أكيرا يوكي | هاكايوكِن     | شينچيرو ميكي      | أكيرا يوكي      | محمد حداقي        |
| أكيرا مقاتل منذ صغره دربه جده على فن الهاكايوكين للدفاع عن الأبرياء وكان في صغره يرى ثمان نجوم ولكنه عندما أصبح شابًا ذهب ليشارك في البطولات المحلية وكان دائم الفوز ولكنه لم يعد يرى النجوم بسبب عدم تفكيره حول أسباب مشاركته فوزه في هذه البطولات وبعدها بدأ الترحال ليبحث عن تلك النجوم التي يراها في صغره. |              |                   |                 |                   |
| پاي شان | كوين كان     | ناوكو ماتسوي      | باي شان         | هزار الحرك        |
| فتاة تدربت على فن قتال الكوين كان منذ الصغر على يد قريبها لاو چان، لكن في يوم من الأيام كانت أمها مريضة وازدادت حالتها سوءًا حتى أصبحت تحتضر وكانت تطلب المساعدة من قريبها ولكنه تصدى عنها لم يسمع ما تقول فكرهته وماتت أمها، وعندما كبرت أدركت أن الكوينكان (الجماعة التي أنشئها والدها) عصابة تهدف إلى إقلاق راحة الناس والسيطرة عليهم فهربت ولكن أتباع العصابة كانو يلاحقونها تحت أوامر رايو نائب زعيم الكوين كان ليعيدها للتدريب بهدف الزواج منها ليصبح الوريث الوحيد بعد لاو ويكون زعيم الكوينكان. |              |                   |                 |                   |
| جاكي برينت | جيت كون دو   | ياسنوري ماتسموتو  | جاكي براينت     | إياس أبو غزالة    |
| وهو شاب أمريكي ووريث رجل أعمال مرموق وهو ماهر في القتال أيضا مثل أكيرا ويحب سباقات السيارات |              |                   |                 |                   |
| سارة برينت | فنون متنوعة  | مايا أوكوماتو     | ساندي برينت     | أمل عمران         |
| أخت جاكي الصغرى وماهرة في القتال مثل أخيها |              |                   |                 |                   |
| كاجي مارو | جو جتسو      | كيويوكي يانادا    | كاغي‌ مارو       | عادل أبو حسون     |
| محارب النينجا الذي يختطف ساندي بأمر من إيڤا ولكنه يحاول بعد ذلك إنقاذها بعد إدراكه للخطأ ويصبح صديقا لهم وتدور حوله تقريبا *أحداث الجزء الثاني من المسلسل |              |                   |                 |                   |
| ليون رافالي | تورو كين     | تيتسويا إيواناگا  | ليون رافالي     | منصور السلطي      |
| صديقهم ابن الرجل الفرنسي الثري الذي تحاول إيفا أن تنال منه المساعدة لإتمام مشروعها المدمر |              |                   |                 |                   |
| لاو شان | كوين كان     | شيگيرو چيببا      | لاو شان         | محمد خير أبو حسون |
| والد باي وهومن أسس الكوينكان وبعدها ترك شؤون الإدارة لنائبة لرايو الذي وثق به ثقة عمياء. |              |                   |                 |                   |
| إيڤا ديوركس | ليست مقاتلة  | أتسكو تاناكا      | إيڤا درِيكس      | حنان شقير         |
| عالمة شريرة تسعى لإنشاء سلاح آلي خالٍ من المشاعر ليكون ذو قوة تدميرية عظمى فلا يقهر. |              |                   |                 |                   |

- وولف هووكفيلد : مصارع عندما التقى أكيرا تغير للأفضل .
- جفري ماكوايلد : أحد أصدقاء أكيرا، يعيش في الجزيرة مع عائلته .
- شوندي : صديق لاو شان، أتى له بعد زمن طويل يخبره أن الكوينكان أصبحت عصابة .
- كما يوجد هناك شخصيات أخرى وهم:
- أونيمارو : الصديق الشرير القديم لكاجي مارو يساعد إيفا في الجزء الثاني من المسلسل بغرض الانتقام من كاجي، ويقوم بدوره الفنان محمد خرماشو.
- رايو كاروت : زعيم الكوينكان، ويقوم الفنان نضال حمادي بدوره.
- جاو : مساعد أونيمارو وتابعه، ويقوم الفنان منصور السلطي بدوره كذلك.
- رفالي : والد ليون الذي يسعاد إيفا في مشروعها المدمر وهو أيضا أحد أدوار الفنان عادل أبو حسون.
- مورينو : مساعد رفالي المخلص، الذي قتله أونيمارو أثناء دفاعه عن ليون ويقوم الفنان محمد مصطفى بهذا الدور.

### الأصوات العربية
الممثلون
- محمد حداقي
- منصور السلطي
- هزار الحرك
- إياس أبو غزالة
- عادل أبو حسون
- حنان شقير
- أمل عمران
- نضال حمادي
- محمد خرماشو
- محمد مصطفى
- رأفت بازو
- محمد خير أبو حسون
- رنا شميس

## الحلقات
ينقسم المسلسل إلى خمس وثلاثين حلقة:
- الجزء الأول يتكون من 24 حلقة.
  - الجولة الأولى: الحلقات 1 إلى 14
  - الجولة الثانية: الحلقات 13 إلى 24
- الجزء الثاني يتكون من 11 حلقة.

## طاقم العمل

### النسخة العربية
- الإعداد: عمار شيخ جبر
- المراجعة: د.شفيق بيطار، عماد عكر
- التدقيق اللغوي: رمضان أيوب
- الترجمة: جالا مارديني
- الصوت: غسان حرفوش
- المونتاج: سامر أبو حمد
- تنفيذ أغنية الشارة: رشا رزق
- غناء الشارة: بسام الحسوني (مدرجة باسم بسام حسوني)، رشا رزق
- المكساج وتسجيل الشارة: سامر أبو عسلي
- التترات: رافع فتحي عطايا
- إدارة الإنتاج: رضوان حجازي
- المتابعة المالية: محمد حسان مهنا، عبد القادر نبهان
- م.مخرج: بلال شرتوح
- إنتاج وتوزيع: ANIMATION INTERNATIONAL (ماهر الحاج ويس)
- تنفيذ الدوبلاج: مركز الزهرة
- الإشراف الفني: لويس أبو عسلي

## وصلات خارجية
- المقاتل النبيل على موقع ANN anime (الإنجليزية)
- أنيمي المقاتل النبيل في شبكة أخبار الأنيمي. (بالإنجليزية)
- أنيمي المقاتل النبيل في allcinema. (باليابانية)
- أنيمي المقاتل النبيل في ماي أنمي ليست. (بالإنجليزية)